# Caffricola kenyensis
Caffricola kenyensis is een vlinder uit de familie slakrupsvlinders (Limacodidae). De wetenschappelijke naam van deze soort is voor het eerst geldig gepubliceerd in 1932 door Talbot.
De soort komt voor in tropisch Afrika.